# Dones del cànem
Es coneixien com a dones del cànem a les treballadores de la fàbrica del Cànem, oficialment la fàbrica Godó Hermanos y Cía, fundada l'any 1882. La fàbrica estava ubicada al barri del Poblenou, i hi treballaven aproximadament unes 2.000 persones entre dones i nens.

## La fàbrica
La fàbrica Godó Hermanos y Cía, més coneguda com el Cànem, va ser una fàbrica del Poblenou de Barcelona i es dedicava a la fabricació del jute, de fet era la única a Espanya en fer-ho. Es va fundar l'any 1882 i donava feina a unes 2.000 obreres, majoritàriament dones encara que també hi treballaven nens i nenes. La fàbrica s'ubicava al barri del Poblenou, concretament al carrer Llacuna amb Ramon Turró. Durant la guerra civil, la fàbrica va ser col·lectivitzada i va canviar el nom a: Societat obrera filadora de jute. Això es va acabar quan les tropes de Franco van entrar a Barcelona. Carlos Godó va cedir la fàbrica al règim franquista que va servir de presó durant els anys 1939 i 1942. En aquest últim any la fàbrica va tornar a mans dels Godó. Posteriorment l'any 1967 es vendrien la fàbrica a l'estat espanyol per 5,6 milions de pessetes.

## Les treballadores
Les treballadores del Cànem eren la gran majoria nascudes a diferents llocs d'Espanya. El rang d'edat anava des de nenes de deu anys fins a dones ja més grans d'entre 30 o 40 anys. A la fàbrica hi treballaven moltes dones casades i la gran majoria amb fills. Aquests, com no hi havia guarderies, es quedaven a càrrec d'altres dones que feien la feina de mainadera.

### Condicions de treball
Les treballadores de la fàbrica treballaven en unes condicions duríssimes, amb horaris que anaven des de primeres hores del matí fins ben entrada la tarda. Rebien el renom de les xinxes, per part dels veïns, ja que havien de sortir corrents per poder esmorzar en la mitja hora que tenien. Anaven al mercat on les altres dones les deixaven passar en part conscients del poc temps que tenien i en part a causa de l’olor de polsim del cànem que les impregnava. Les nenes que treballaven a la fàbrica ho feien en condicions encara pitjors, de fet, si s'adormien, rebien represàlies físiques.
Les diferents feines de la fàbrica implicaven diferent grau de perillositat, per exemple el treball amb els fils ja fets que era menys perillós. La pols era perjudicial, de fet hi havia treballadores que plegaven per problemes de salut. La fàbrica també tenien altres perills: un dia una companya es va ajupir i la màquina li va agafar un pit, si no fos perquè van parar la màquina ràpidament se l’hagués menjat completament.

### Salaris
Sobre els anys 1926 es cobrava al voltant de 26 pessetes a la setmana, aquesta informació òbviament depenia també dels anys treballats a la fàbrica, l'edat... Però aquesta era la quantitat aproximada. Quan les treballadores entraven noves a la fàbrica, es passaven la primera o la segona setmana sense cobrar, ja que aquell era el temps que tardaven a aprendre com es treballaven les màquines i com havien de fer la seva feina. L’any 1950, el salari d'una treballadora veterana era de 110 pessetes a la setmana aproximadament, que equivaldria tenint en compte el valor real de la moneda a 33 euros avui en dia.

### Vagues
A la fàbrica es produïen moltes vagues, quan es produïa una, les treballadores no deixaven entrar a les altres treballadores, ja que així seria més forta i impactant la protesta. Quan això passava, els directors de la fàbrica les deixaven tres dies sense cobrar. Algunes treballadores recorden com, si la vaga la feien unes poques, el càstig era encara més bèstia. Just davant de la fàbrica, els Godó tenien altres edificis, i un el van donar perquè hi fessin una caserna de la guàrdia civil. Això els va servir als directors, poder controlar molt millor les vagues, ja que tenien a la policia al costat. De fet, per aquesta raó de cedir un edifici a la guàrdia civil al senyor Godó li van atorgar el títol de compte.